# François Leduc (diplomate)
 (avril 2018).
Pour les articles homonymes, voir Leduc.
François Leduc, né le 10 novembre 1912 dans le 7e arrondissement de Paris et mort le 26 août 1992 à Caen (Calvados), est un diplomate français.

## Biographie

### Carrière de diplomate
François Leduc fut admis sur concours au corps diplomatique en 1939 après avoir été licencié en droit et lauréat de l’École des sciences politiques. Il fut ensuite admis à l'administration centrale (à la section Afrique-Levant) la même année. Après avoir fait ses services militaires durant la Seconde Guerre mondiale, il est devenu chef de bureau à l'administration centrale (dans le service des affaires économiques) de 1945 à 1946 puis directeur du cabinet du résident général à Tunis entre 1947 et 1950. Il devint ensuite conseiller diplomatique au Secrétariat général permanent de la Défense nationale en 1951 et 1952. Il ensuite nommé chef de la mission centrale d'assistance aux armées alliées de 1952 à 1955, ministre-conseiller à Bonn de 1955 à 1957 puis de 1958 à 1960 avec entre-temps un poste à Bruxelles en 1957. Ensuite, il est devenu directeur des Affaires administratives et sociales à l'administration centrale de 1960 à 1965. Il est ambassadeur de France au Canada de 1965 à 1968, puis en Autriche de 1968 à 1973.
Durant sa carrière de diplomate, il fut chevalier de la Légion d'honneur le 27 février 1951, officier de la Légion d'honneur le 24 juillet 1959, commandeur de l'ordre national du Mérite le 29 juin 1967 et enfin, commandeur de la Légion d'honneur le 27 décembre 1974.

### Décès
François Leduc meurt le 26 août 1992 à Caen (Calvados).

## Distinctions
- Commandeur de l'ordre national du Mérite (1967)
- Commandeur de la Légion d'honneur (1974)